# Ilshat Fayzulin
Ilshat Galimzyanovich Fayzulin - em russo, Ильшат Галимзянович Файзулин e em tártaro, Илшат Галимҗан улы Фәйзуллин (Osinniki, 5 de março de 1973) é um ex-futebolista e treinador de futebol russo de origem tártara. Atualmente, comanda o Banants.

## Carreira
Em sua carreira de 18 anos como jogador de futebol, Fayzulin foi revelado pelo CSKA Moscou em 1989, disputando 103 jogos e fazendo 25 gols, além de ter vencido a última edição do Campeonato Soviético, em 1991 (foi também o único título do jogador em clubes). Tal desempenho chamou a atenção do Racing Santander, que o contratou em 1995. No clube da Cantábria, jogou com outros 4 compatriotas (Dmitriy Popov, Vladimir Beschastnykh, Sergey Shustikov - falecido em 2016 - e Dmitriy Ulianov), além do bielorrusso Andrey Zygmantovich, já em final de carreira. Em 2 temporadas pelo Racing, Fayzulin atuou em 54 jogos e fez 8 gols.
Teve ainda curtas passagens por Villarreal, Alverca, Farense e Altay antes de voltar ao futebol espanhol em 2001 para defender o Getafe, onde voltaria a ter uma sequência de jogos (33). Embora tivesse balançado as redes adversárias 6 vezes, o desempenho não ajudou o clube da região de Madri, que caiu para a Segunda División B. Depois de deixar o Getafe, rodou por clubes pequenos da Rússia (Dínamo de São Petersburgo e Metallurg Lipetsk e Vidnoye) e das divisões de acesso da Espanha - Bezana, Crevillente, Redován, Gimnástica de Torrelavega e Ribamontán, onde se aposentou em 2007.

## Seleção Russa
O único jogo de Fayzulin pela Seleção Russa foi em julho de 1993, num amistoso contra a França. Les Bleus venceram a partida por 1 a 0.

## Carreira de treinador
Em agosto de 2018, foi anunciado como novo treinador do Banants, substituindo Artur Voskanyan.

## Títulos

### CSKA Moscou
- Campeonato Soviético: 1 (1991)

## Links
- Ilshat Fayzulin em National-Football-Teams.com